# Тома (Вісконсин)
Тома (англ. Tomah) — місто (англ. city) в США, в окрузі Монро штату Вісконсин. Населення — 9570 осіб (2020).

## Географія
Тома розташована за координатами 43°59′18″ пн. ш. 90°30′7″ зх. д. / 43.98833° пн. ш. 90.50194° зх. д. (43.988465, -90.501813).  За даними Бюро перепису населення США в 2010 році місто мало площу 20,36 км², з яких 19,33 км² — суходіл та 1,03 км² — водойми.

## Демографія
Згідно з переписом 2010 року, у місті мешкали 9093 особи в 3900 домогосподарствах у складі 2194 родин. Густота населення становила 447 осіб/км².  Було 4196 помешкань (206/км²).
Расовий склад населення:
| - 90,9 % — білих - 2,6 % — чорних або афроамериканців - 1,7 % — корінних американців - 1,2 % — азіатів - 0,3 % — вихідців з тихоокеанських островів - 1,1 % — осіб інших рас |

До двох чи більше рас належало 2,2 %. Частка іспаномовних становила 4,0 % від усіх жителів.
За віковим діапазоном населення розподілялося таким чином: 24,9 % — особи молодші 18 років, 59,9 % — особи у віці 18—64 років, 15,2 % — особи у віці 65 років та старші. Медіана віку мешканця становила 38,0 року. На 100 осіб жіночої статі у місті припадало 100,6 чоловіків;  на 100 жінок у віці від 18 років та старших — 99,2 чоловіків також старших 18 років.
Середній дохід на одне домашнє господарство  становив 50 609 доларів США (медіана — 40 750), а середній дохід на одну сім'ю — 58 488 доларів (медіана — 53 485). Медіана доходів становила 42 304 долари для чоловіків та 35 310 доларів для жінок. За межею бідності перебувало 15,2 % осіб, у тому числі 20,4 % дітей у віці до 18 років та 13,5 % осіб у віці 65 років та старших.
Цивільне працевлаштоване населення становило 3933 особи. Основні галузі зайнятості: освіта, охорона здоров'я та соціальна допомога — 25,5 %, публічна адміністрація — 14,3 %, виробництво — 13,4 %, роздрібна торгівля — 13,2 %.